# Roger Mucchielli
Roger Mucchielli (Orléansville, 2 aprile 1919 – Nizza, 1981) è stato uno psicologo francese, specializzato in psicologia sociale e caratterologia.

## Biografia
Nato da una famiglia originaria di Ghisoni, si laureò in filosofia all'età di 20 anni, dopo aver servito nei cadetti dell'esercito di Saumur per poi arruolarsi nell'esercito della Francia libera in Nord Africa. Lavorò come ufficiale della divisione Leclerc (detta anche seconda divisione corazzata) durante la seconda guerra mondiale, partecipando alle sbarco in Normandia e alla liberazione di Parigi. Gravemente ferito a Le Bourget ricevette le insegne di Commendatore della Legione d'honneur.
Iniziò la sua carriera di insegnante presso il Liceo de Montluçon, la Scuola Clemenceau di Nantes, e fondò il Dipartimento di Psicologia presso l'Università di Rennes. Docente associato di filosofia a trent'anni, ottenne in seguito il dottorato in medicina e poi, nel 1959, il dottorato in lettere (sociologia e psicologia) dopo cinque anni di attività presso il Centre National de la Recherche Scientifique. Nel 1966 gli fu affidata la cattedra di psicologia ed educazione all'Università di Nizza presso la Facoltà di Lettere.
Nel 1969 acquisì la qualifica di neuropsichiatra.
Morì nel 1981 a Nizza.
Nel corso della sua brillante carriera scientifica, pubblicò circa 40 opere e numerosi articoli e due riviste internazionali, fra le quali la raccolta Formazione permanente in scienze umane presso ESF editori. 
È  stato Presidente dell'Institut International de Synthèses psychothérapiques.

## I temi
Roger Mucchielli si è adoperato a diffondere e divulgare le grandi correnti di pensiero psicosociale, rendendo i suoi libri strumenti didattici, sviluppati in due parti: una teorica, che sviluppa il tema e il percorso che sta alla base della formazione psicosociale e l'altra pratica, con esercizi che incarnano il tema o di alcune sue componenti.
Le sue opere mostrano le principali correnti di pensiero di psicologi sociali, per lo più americani, che hanno segnato la nascita e l'evoluzione di questa disciplina. Ad esempio, un libro come La dinamica di gruppo è in gran parte l'opera di Kurt Lewin, L'entretien de face à face dans la relation d'aide basata sul pensiero di Carl Rogers, Communication et réseaux de communication incorpora i concetti di Abramo Maslow e Harold J. Leavitt.
Le sue opere sviluppano anche concetti e metodi della psicologia corrente: dinamiche di gruppo, motivazione e partecipazione, Analisi transazionale e Programmazione neurolinguistica.
Per quanto riguarda il campo dell'apprendimento attivo sui concetti e metodi di insegnamento, scrisse libri come La méthode des cas o Les méthodes actives dans la pédagogie des adultes, che comprende la tecnica del Role-Play di Jacob Levi Moreno.
Discepolo di René Le Senne, ha composto numerose opere che utilizzano lo studio psicoeducativo: Psychologie pratique des élèves de 7 à 12 ans (1958), Comment connaître votre enfant (1963). Per quanto riguarda la caratterologia, ha sviluppato il metodo morfologico (Caractères et visages, 1954).

## Curiosità
- I suoi figli si chiamano Alex, Sylvia, Jean-Louis, Marie-Laure, Laurent e Claire Vanina

## Opere tradotte
- Apprendere il counseling. Manuale di autoformazione al colloquio d'aiuto. Mucchielli Roger, 2006, Centro Studi Erickson
- Psicologia della vita coniugale. Problemi e indicazioni terapeutiche. Mucchielli Roger, 1994, Città Nuova
- Come condurre le riunioni. Mucchielli Roger, 1987, Elledici
- Introduzione alla psicologia strutturale. Mucchielli Roger, 1971, Borla